# ITRS
O ITRS (sigla inglesa de International Terrestrial Reference System) ou Sistema de Referência Terrestre Internacional é um sistema geodésico de coordenadas cuja materialização é chamada de ITRF
(International Terrestrial Reference Frame). Utiliza como superfície de referência o elipsóide GRS80